# Karima Christmas

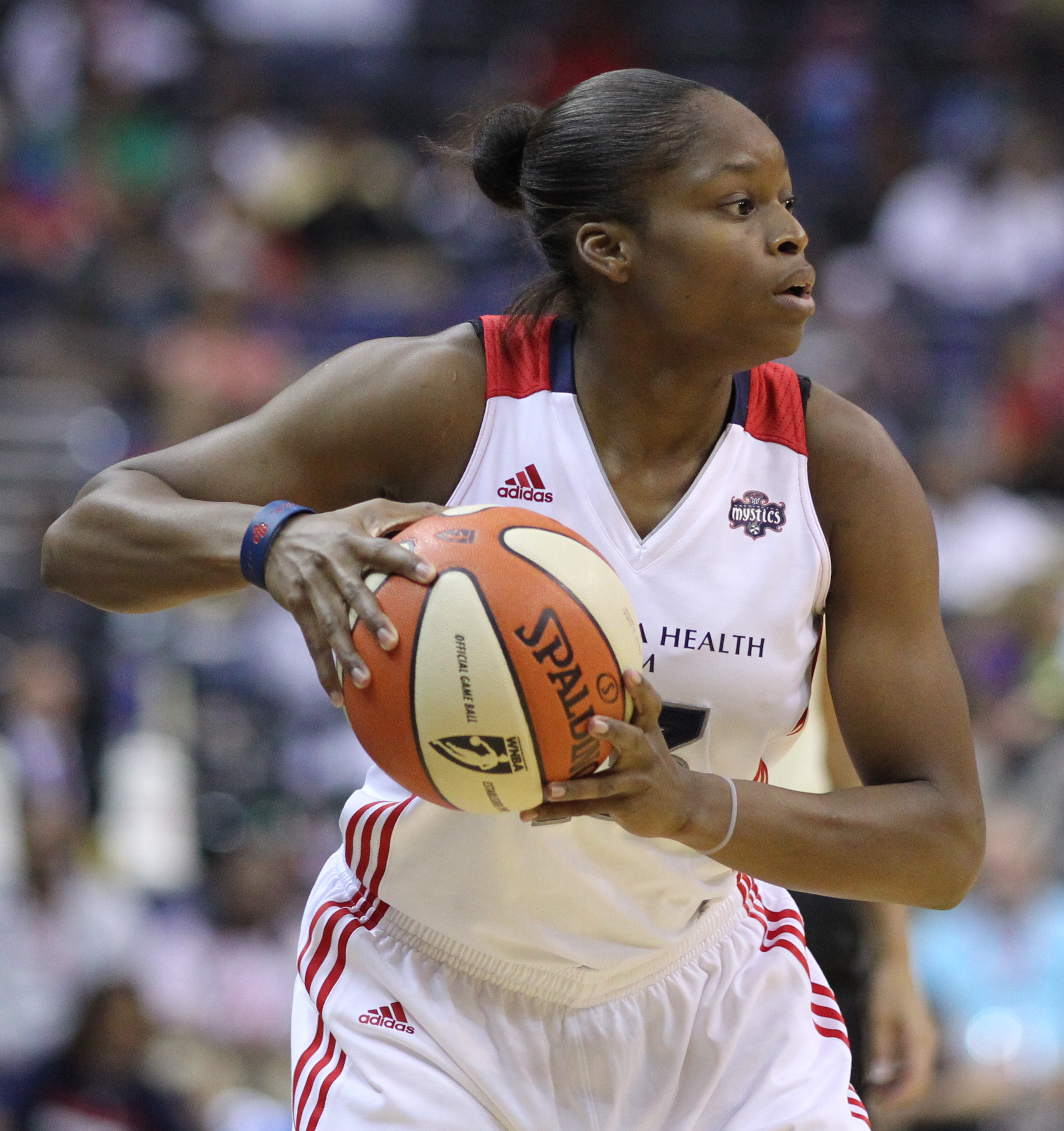
Karima Christmas of the Washington Mystics (no momento da foto)

Karima Christmas (nascida em 11 de setembro de 1989) é uma jogadora norte-americana de basquete. Joga atualmente no Dallas Wings, equipe da WNBA. Ela entrou na liga através do draft de 2011.